# Quartier du Jardin-des-Plantes

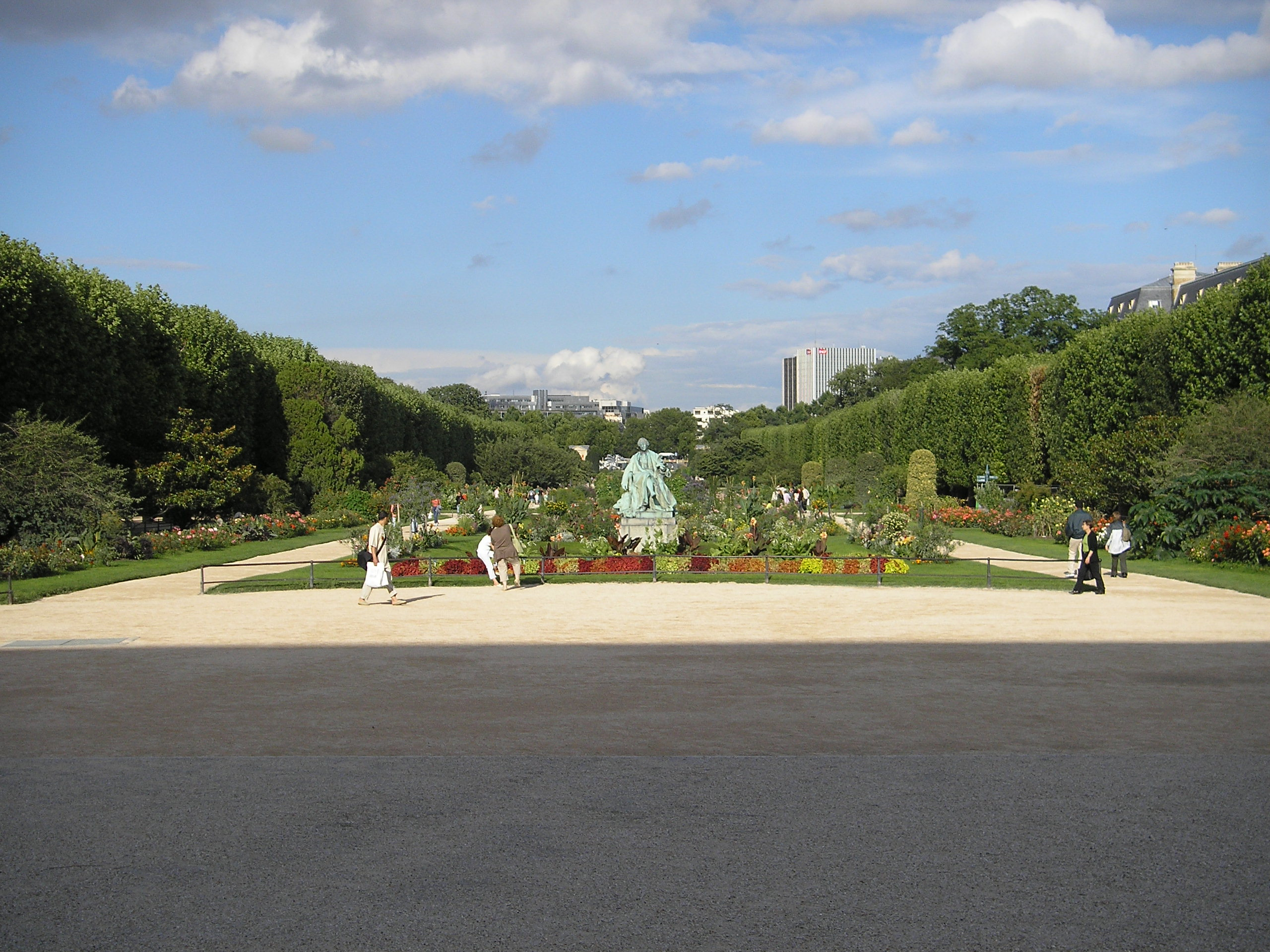
Jardin des Plantes

Quartier du Jardin-des-Plantes (čtvrť Botanická zahrada) je 18. administrativní čtvrť v Paříži, která je součástí 5. městského obvodu. Má rozlohu 79,8 ha a nepravidelný tvar. Na jihu a jihovýchodě ji ohraničují bulváry Port-Royal a Saint-Marcel, na východě bulvár Hôpital, na severovýchodě řeka Seina, hranici na severu tvoří ulice Rue Cuvier a Rue Lacépède a na západě Rue Mouffetard a Rue Pascal.
Čtvrť nese jméno botanické zahrady a veřejného parku Jardin des plantes.

## Vývoj počtu obyvatel
| Rok sčítání | Počet obyvatel | Hustota zalidnění (ob./km²) |
| ----------- | -------------- | --------------------------- |
| 1954        | 27 584         | 34 566                      |
| 1962        | 25 748         | 32 266                      |
| 1968        | 23 911         | 29 964                      |
| 1975        | 19 805         | 24 818                      |
| 1982        | 18 560         | 23 258                      |
| 1990        | 18 889         | 23 670                      |
| 1999        | 18 005         | 22 563                      |